# Terence Marsh
Terence Marsh (London, 1931. november 14. – Pacific Palisades, Kalifornia, USA, 2018. január 9.) kétszeres Oscar-díjas brit látványtervező.

## Filmjei
- The Wild Affair (1965)
- Doktor Zsivágó (Doctor Zhivago) (1965)
- Egy ember az örökkévalóságnak (A Man for All Seasons) (1966)
- Oliver! (Oliver!) (1968)
- Tükörútvesztő (The Looking Glass War) (1970)
- Perfect Friday (1970)
- Scrooge (1970)
- Mária, a skótok királynője (Mary, Queen of Scots) (1971)
- Ki megy a nő után? (Follow Me!) (1972)
- Egy kis előkelőség (A Touch of Class) (1973)
- Mackintosh embere (The MacKintosh Man) (1973)
- The Glass Menagerie (1973, tv-film)
- Pénzt vagy életet! (Juggernaut) (1974)
- The Abdication (1974)
- Szép remények (Great Expectations) (1974, tv-film)
- Királyi játszma (Royal Flash) (1975)
- Sherlock Holmes okosabb bátyjának kalandjai (The Adventure of Sherlock Holmes' Smarter Brother) (1975)
- A híd túl messze van (A Bridge Too Far) (1977)
- A világ legnagyobb hősszerelmese (The World's Greatest Lover) (1977)
- A mágus (Magic) (1978)
- Rabbi a vadnyugaton (The Frisco Kid) (1979)
- Szexis hétvége (Les séducteurs) (1980, "Skippy")
- Szfinx (Sphinx) (1981)
- A szenzáció áldozata (Absence of Malice) (1981)
- Lenni vagy nem lenni (To Be or Not to Be) (1983)
- Utazó koporsó (Finders Keepers) (1984)
- Mi jöhet még? (Miracles) (1986)
- Nászéjszaka kísértetekkel (Haunted Honeymoon) (1986)
- Űrgolyhók (Spaceballs) (1987)
- Bert Rigby, You're a Fool (1989)
- Vadászat a Vörös Októberre (The Hunt for Red October) (1990)
- Havanna (Havana) (1990)
- Elemi ösztön (Basic Instinct) (1992)
- Végveszélyben (Clear and Present Danger) (1994)
- A remény rabjai (The Shawshank Redemption) (1994)
- Felejtsd el Párizst! (Forget Paris) (1995)
- Tűzparancs (Executive Decision) (1996)
- Letaszítva (Fallen) (1998)
- Halálsoron (The Green Mile) (1999)
- Csúcsformában 2. (Rush Hour 2) (2001)

## Díjai
- Oscar-díj (1966, a Doktor Zsivágó című filmért, John Box-szal, Dario Simonival)
- Oscar-díj (1969, az Oliver! című filmért, John Box-szal, Vernon Dixonnal, Ken Mugglestonnal)